# IEC 61760
IEC 61760 és una normativa internacional (creada per l'IEC) de tecnologia de soldadura de components electrònics de muntatge superficial. La darrera versió de la norma IEC 61760 es pot esbrinar aquí

## Parts de la norma
- IEC 61760-1 : tecnologia de muntatge superficial. Part 1 Norma per a definir els components de muntatge superficial (SMD)[3]
- IEC 61760-2 : tecnologia de muntatge superficial. Part 1 Transport i condicions d'emmagatzematge de components de muntatge superficial (SMD).[4]
- IEC 61760-3 : tecnologia de muntatge superficial. Part 3 Norma per a definir la soldadura de components convencionals (TRH) per procés de refusió.[5]
- IEC 61760-4 : tecnologia de muntatge superficial. Part 4 Classificació, embalatge, etiquetat i manipulació de dispositius sensibles a la humutat.[6]